# Gächlingen
Gächlingen – miejscowość i gmina w północnej Szwajcarii, w kantonie Szafuza.   

## Demografia
W Gächlingen mieszka 905 osób. W 2021 roku 9,4% populacji gminy stanowiły osoby urodzone poza Szwajcarią. 

## Transport
Przez teren gminy przebiega droga główna nr 14.